# Jean Uroš
Jovan (Jean) Uroš Nemanjić (en serbe : Јован Урош Немањић), mort en 1422 ou 1423, aussi connu sous le nom de Ioannes Ouresis Doukas Palaiologos (en grec : Ιωάννης Ούρεσης Δούκας Παλαιολόγος) ou sous le nom monastique de Joasaph des Météores est despote de Thessalie de 1370 à 1373 approximativement, avant de se retirer comme moine dans un monastère des Météores. Il meurt en 1422.

## Contexte
Après la mort de l’empereur byzantin Andronic III (r. 1328 – 1341), la guerre civile qui opposa son héritier Jean V Paléologue (r. 1341 – 1376; 1379 – 1390; 1390 – 1391) et la régente Anne de Savoie à Jean VI Cantacuzène (r. 1295-1383) réveilla les tendances indépendantistes en Épire, laquelle avec la Thessalie prit le parti de Cantacuzène. Constatant la guerre civile qui faisait rage dans l'Empire byzantin, Stefan Uroš IV Dušan alors simple roi de Serbie (1331 – 1345) décida de créer un nouvel empire chrétien orthodoxe capable de résister aux Turcs et, à Noël 1345, se proclama avec l’appui des moines du Mont Athos, « empereur des Serbes et des Grecs (sous leur nom traditionnel de Romaioi) ». Devenu maitre de l’Épire et de la Thessalie, il confia l’Épire à son demi-frère Siméon Uroš (r. 1359 – 1371) et la Thessalie à un de ses parents, Grégoire Preljub. Stefan Uroš IV mourut en 1355 et son fils, Stefan Uroš V (r. 1345 - 1355 – 1371), déjà couronné « roi des Serbes » lorsque son père s’était autoproclamé empereur, prit la relève comme souverain du nouvel empire. Manquant d'autorité et surnommé « le faible » (Nejaki), il ne put s'opposer à la grande noblesse. L’année suivante, Siméon Uroš, son oncle, fit sécession et se proclama à son tour « empereur des Serbes, des Grecs et des Albanais», étendant son domaine sur la Serbie du Sud, l'Épire et la Thessalie. Il s’installa alors en Thessalie, laissant le nord de la région à des seigneurs albanais et Ioanina à son beau-frère Thomas Preljubović. Se faisant appeler Siméon Uroš Paléologue, il installa sa cour à Trikkala, imitant autant que possible la cour byzantine et aida l’higoumène Athanase à fonder le monastère du Grand Météore.

## Biographie

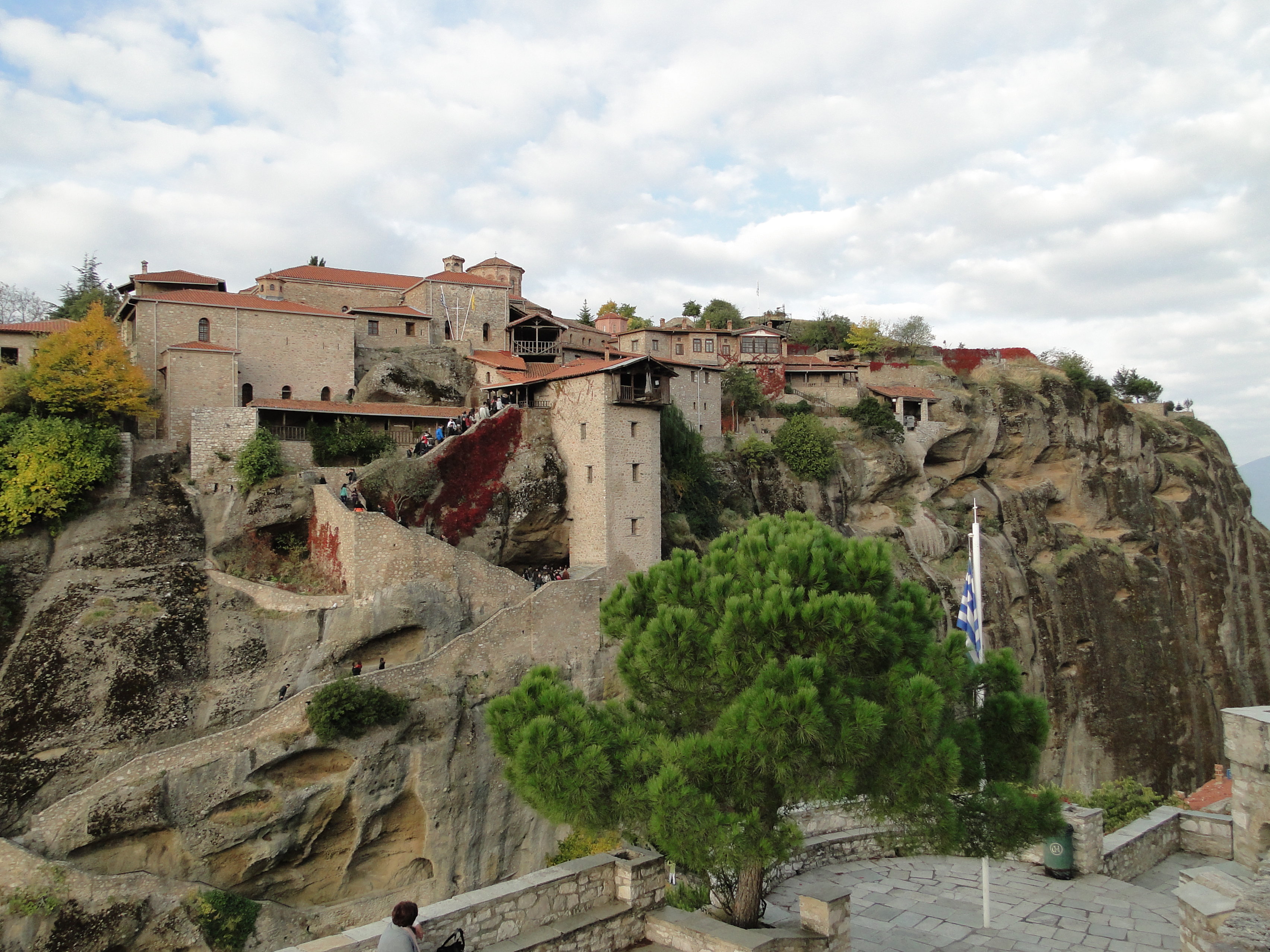
Le monastère du Grand Météore.

Né vers 1326, Jean Uroš, dernier descendant de la dynastie des Nemanjić, était le fils ainé de Siméon Uroš  et de Thomais Orsini. Ses grands-parents maternels étaient Jean II Orsini et Anne Palalaiologina.
Possiblement déjà associé au trône par son père vers 1359/1360, il succéda à celui-ci vers 1371 comme empereur des Serbes et des Grecs quoique son pouvoir se soit limité au  nord de la Thessalie, son frère cadet, Stefan, héritant ou s’emparant du sud où il se fixa à Pharsalos . Très pieux et peu porté vers la politique, il laissa les rênes du pouvoir à un parent grand propriétaire terrien, Alexios Angelos Philanthropenos, qui portait le titre de « césar ». À la mort de Stefan Uroš V de Serbie, Jean Uroš devint le dernier survivant de la dynastie des Nemanjić, Stefan ne laissant pas de postérité connue. Après avoir régné quelques mois (probablement en 1372 ou 1373), Jean Uroš abdiqua en faveur d’Alexios Angelos Philanthropos pour se faire moine. 
Son père, Siméon Uroš, ayant été un grand bienfaiteur de la communauté monastique des Météores, il choisit de s’y retirer sous le nom de Joasaph et fit entreprendre la construction du monastère de la Transfiguration fondé par saint Athanase des Météores comme en témoigne un document de 1381. Bien que retiré de la vie politique, Jean Uroš était riche et conservait de forts appuis politiques. En 1384-1385, il aida sa sœur, Marie, à gouverner l’Épire après le meurtre de son époux Thomas II Preljubović, lui conseillant d’épouser Esau del Buondelmonti. Il fit de généreuses donations aux monastères des Météores et devint le chef de la communauté monastique, contribuant de 1388 à 1390 à la fondation de nouveaux monastères. Cette dernière année, il visita le Mont Athos, mais était de retour aux Météores en 1401 où il mourut en 1422 ou 1423. 
Jean Uroš fut le dernier « empereur des Serbes et des Grecs » et le dernier Serbe à gouverner la Thessalie. Son successeur Alexios Angelos Philanthropenos (en), qui entretenait des relations étroites avec Manuel Paléologue, alors gouverneur de Thessalonique (1382 – 1387) au nom de son père Jean V (r. 1341 – 1376; 1379 – 1390; 1390 – 1391), finit par se reconnaitre vassal de celui-ci acceptant de fait la suzeraineté byzantine sur son territoire. On croit qu’il dut s’éteindre vers 1390, car une note datant de 1392 fait référence au nouveau gouverneur Manuel Angelos Philanthropenos dont le territoire devait être conquis par le sultan Bayezid Ier (r. 1389 – 1402) en 1394. 

## Postérité
Jean Uroš était marié à une fille de Radoslav Hlapen, gouverneur serbe de Drima en Macédoine. Le couple devait avoir cinq enfants :
- Constantin (Konstantin)
- Michel (Mihajlo)
- Dimitri (Dimitrije)
- Hélène (Jelena) qui maria Théodore Cantacuzène
- Asanina.

## Arbre généalogique des Nemanjić

Dynastie serbe des Nemanjić.

- Stefan Nemanja (vers 1113-1199), grand-prince de Serbie
  - Vukan Nemanjić (mort vers 1208), anti-grand-prince de Serbie, roi de Dioclée
    - Đorđe, roi de Dioclée
    - Stefan, fondateur du monastère de Morača
    - Dmitar ou David, fondateur du monastère de Davidovica
      - Vratislav
        - Vratko (« Jug Bogdan »)
          - Milica de Nemanja, épouse Lazar Hrebeljanović
            - Dynastie Lazarević

  - Stefan Ier Nemanjić (vers 1165-1228), grand-prince puis roi de Serbie
    - Stefan Radoslav (vers 1192-1234), roi de Serbie
    - Stefan Vladislav (vers 1198-1243), roi de Serbie
    - Stefan Predislav (saint Sava II) (vers 1201-1271), archevêque de Serbie
    - Komnena, épouse Dimitri Progoni puis Gregorios Kamonas
    - Stefan Uroš Ier (vers 1223-1277), roi de Serbie
      - Stefan Dragutin (mort en 1316), roi de Serbie
        - Stefan Vladislav II (vers 1280-1325), antiroi de Serbie
        - Jelitsava (morte en 1331), épouse Étienne Ier Kotroman, ban de Bosnie
          - Dynastie Kotromanić

      - Stefan Uroš II Milutin (vers 1253-1321), roi de Serbie
        - Stefan Konstantin (vers 1282-1322), roi de Serbie
        - Stefan Uroš III Dečanski (vers 1284-1331), roi de Serbie
          - Stefan Uroš IV Dušan (vers 1308-1355), roi puis empereur de Serbie
            - Stefan Uroš V (vers 1336-1371), empereur de Serbie

          - Siméon Uroš (vers 1326-1370), despote d'Épire et de Thessalie
            - Jovan Uroš (mort vers 1422-1423), despote de Thessalie
            - Stefan Uroš, prince de Pharsale
            - Maria, épouse Thomas Preljubovic, despote d'Épire

          - Jelena, épouse Mladen III Šubić
          - Teodora-Evdokija, épouse Dejan
            - Famille Dejanović

        - Ana-Neda, épouse Mikhail III Chichman Asen

  - Rastko Nemanjić (saint Sava) (vers 1169-1236), archevêque de Serbie
  - Jefimija, épouse Manuel Comnène Doukas, empereur de Thessalonique

### Note
1. ↑  On ignore la date du décès de Siméon Uroš; la dernière mention qui est faite de lui à Trikkala date de 1369.